# Wyeomyia carrilloi
Wyeomyia carrilloi är en tvåvingeart som först beskrevs av Sutil och Pulido 1978.  Wyeomyia carrilloi ingår i släktet Wyeomyia och familjen stickmyggor.
Artens utbredningsområde är Venezuela. Inga underarter finns listade i Catalogue of Life.